# 安徽省蚌埠第三十一中學
安徽省蚌埠第三十一中學是一所位於中國安徽省蚌埠市龍子湖區的公立初中。前身是設有初中班的東風路第三小學，1978年成立蚌埠市第三十一中學，1989年經安徽省教委驗收批准為首批安徽省省級示範初中，2021年加入蚌埠三中教育集團，現有30個教學班，1600餘名學生，建築面積共6000平方米，擁有一類標準實驗室4個，圖書館藏書4萬冊。